# Machovich Gyula
Machovich Gyula, Csápori Gyula (Csápor, 1858. február 11. – Esztergom, 1937. október 15.) teológiai doktor, plébános, levéltáros, tanfelügyelő.

## Élete
A gimnáziumot Nyitrán, Nagyszombatban és mint papnövendék és az Emericanum tagja Pozsonyban, a bölcseletet Esztergomban, a teológiát Bécsben végezte, ahol 1882-ben teológiai doktorrá avatták. 1880. október 17-én fölszenteltetett. Káplán volt Garamkövesden, 1882-ben Budavárpalotában. 1883-ban a hercegprímás szertartója és levéltárnok, 1888-ban főszentszéki jegyző, 1889-ben a pápa tiszteletbeli kamarása, hercegprímási titkár és szentszéki ügyész, 1893. november 20-án tardoskeddi (Nyitra megye) plébános lett. 1913-ban esztergomi kanonoknak és az egyházmegye elemi iskoláinak főfelügyelőjének választották meg, 1920-ban esztergomi, 1929-ben általános érseki helynök, 1930-ban pedig a székesegyház főesperese lett.
Cikkei a Katholikus Hetilapban (1883. A coelibatus előjeleiről a kereszténység előtti korban, A macskazene eredetéről); az Esztergomi Közlönyben (A vakoló, a szabadkőmívesség és oktatás, cikksorozat); a Magyar Sionban (1885. A hitetlenség és lázadás propagandája, 1886. A szabadkőművesség, kilenc cikk, 1887. Egy magyar páholy keservei a mult században); a Hittudományi Folyóiratnak is munkatársa volt.

## Művei
- Taxil Leó volt szabadgondolkozónak önvallomásai. Franczia eredetiből ford. Esztergom, 1887
- A szabadkőmivesség elleni szövetkezet kézikönyve és a magyarországi szabadkőművesek névsora. Uo. 1887
- Az olasz Nagy-Oriens körlevele a szabadkőművesség törekvéseiről. Magyar fordításban közzéteszi. Uo. 1887
- Namenregister der unter dem Schutze der Ungarischen Symbolischen Gross-Loge. Uo. 1888
- Ámítás és valóság. Adatok a szabadkőművesség leálczázásához. Uo. 1888
- A magyarországi szabadkőművesség nagypáholyának ez évi beszámolója az okt. 28. tartott nagygyűlésen. Bpest, 1888
- Az én kontrásom. Észrevételek Kontra Győző «Valóság és ámítás» cz. röpiratára. Uo. 1888
- A liberalizmus bűn. Égető kérdések. Irta Sardáy Salvany Felix. Ford ... Függelékül: Ő Szentségének XIII. Leó pápának hasontárgyú körlevele «Libertas praestantissimum naturae bonum» magyar fordításban. Esztergom, 1888
- Az 1789. franczia forradalom századik évfordulója. Irta Freppel Károly Emil angersi püspök s a franczia képviselőház tagja. Ford. Uo. 1889
- Szent beszéd az esztergomi kath. legényegylet zászlójának szentelése alkalmából 1889. évi pünkösd vasárnapján mondotta ... Uo. 1889
- Ámítás és valóság. Ujabb adatok a magyarországi szabadkőművesek leálczázásához ... Uo. 1893

Az 1-9. és 11. sz. munkákat Csápori Gyula névvel írta.